# Ядовитые животные

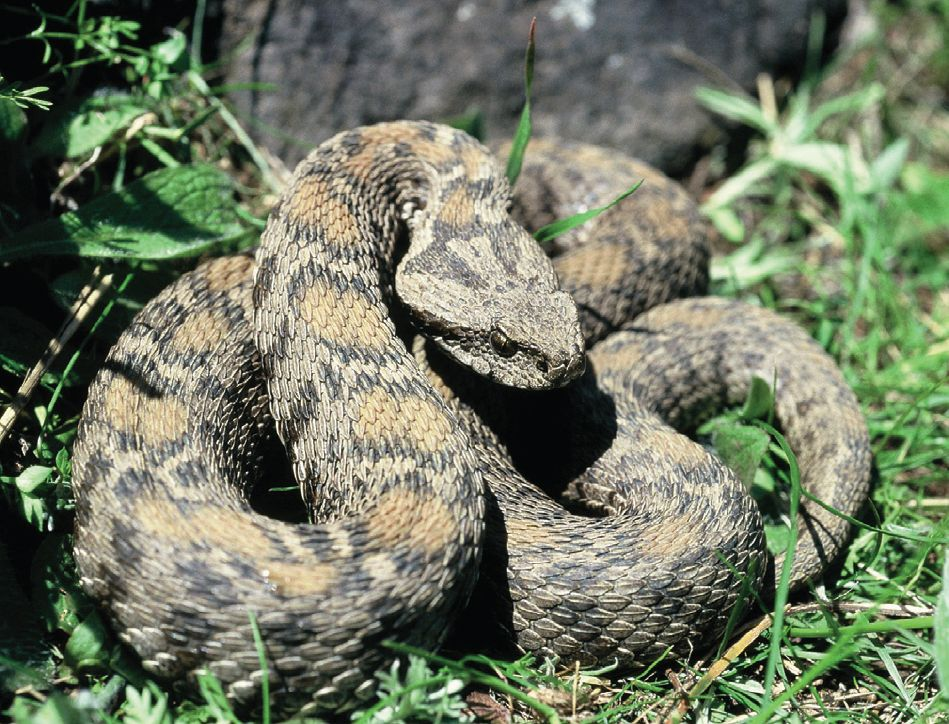
Малоазиатские гадюки, как эта гадюка Вагнера (Montivipera wagneri), — ядовитые змеи

Ядови́тые живо́тные — представители разнообразных классов и видов животных, в организмах которых постоянно или периодически вырабатываются вещества, ядовитые для человека или других видов. Как правило, яд в организмах этих животных вырабатывают особые ядоносные аппараты, являющиеся органами защиты и нападения. В некоторых случаях яд вырабатывается и содержится в тканях этих животных, что делает их непригодными для употребления в пищу. Действие яда этих животных носит различный характер: его проявления могут варьировать от небольшого недомогания до почти мгновенной смерти.

## Видовое и классовое разнообразие
Науке известно около 5000 видов ядовитых животных из различных типов. Из них около 1500 обитают на территории бывшего СССР. Среди ядовитых животных преобладают простейшие, моллюски, черви, пресмыкающиеся, членистоногие, земноводные, рыбы и насекомые. При этом в мире насчитывается всего лишь несколько видов ядовитых млекопитающих: утконосы, скунсы, землеройки, щелезубы. Толстые лори — единственный род известных ядовитых приматов. Также встречаются и ядовитые птицы, например дроздовые мухоловки, или питоху (лат. Pitohui) — род воробьиных птиц из семейства австралийских свистунов. Кожа и перья этих птиц содержат яд батрахотоксин, такой же, какой вырабатывают лягушки рода листолазов. Считается, что яд необходим птицам для защиты от хищников. Возможно, что птицы получают токсины из жуков, которые входят в их рацион.